# Gille Críst, 3. Earl of Angus
Gille Críst, 3. Earl of Angus (engl. Gilchrist, † um 1204), war ein schottischer Adeliger.

## Leben
Sein Vater war Gillebride, 1. Earl of Angus, der Name seiner Mutter ist unbekannt. Nachdem sein älterer Bruder Adam ohne legitime Erben geblieben war, übernahm er nach dessen Tod das gemeinsame Erbe ihres Vaters und den Titel des Earl of Angus.
Über sein Leben ist nur wenig bekannt: Mit dem Titel als Earl of Angus bezeugte er im Jahr 1198 eine Vereinbarung zwischen dem Bischof von St. Andrews und dem Abt von Aberbrothoc über die Besitzrechte an verschiedenen Kirchen; aus dem gleichen Jahr stammt eine von ihm bezeugte Schenkungsurkunde zwischen den Klöstern Arbroath und Cupar.
Gille Críst war einmal verheiratet, der Namen seiner Ehefrau ist jedoch nicht überliefert. Aus dieser Ehe stammte sein Sohn und Erbe Donnchadh, späterer 4. Earl of Angus. Magnus of Angus, späterer Jarl von Orkney und Caithness, ist sowohl als Sohn von Gille Chríst als auch als Sohn von Gillebride (und wäre somit ein Bruder) zu finden.